# Боржомский краеведческий музей
Боржомский краеведческий музей — музей местного края в городе Боржоми, Грузия.

## О музее
Основан в 1926 году как Лесной музей. С 1934 года — Боржомский музей, с 1938 года — Боржомский краеведческий музей. Размещается в здании, построенном в псевдоготическом стиле в 1890 году по проекту архитектора В. Е. Швейера. До революции здесь находилась канцелярия императорской семьи Романовых — управление дел Боржомского поместья наместника российского императора на Кавказе, великого князя Михаила Романова.
По состоянию на начало 1980-х годов, собрание музея состояло из 33 тысяч предметов, которые включали коллекции: естественнонаучных материалов, археологические (бронзовые орудия и литейная форма бронзового века из раскопок в крепости Узнариани), фарфора XVIII—XIX веков, произведений декоративного искусства, вещевые (например, боевое знамя дорожно-эксплуатационного полка, атласная лента В. Тварадзе от Тбилисского комитета РСДРП, уроженца села Чобисхеви Боржомского района), фото- и документальные материалы по истории края. Экспозиция состояла из 10 залов и размещалась на площади 280 кв. м.

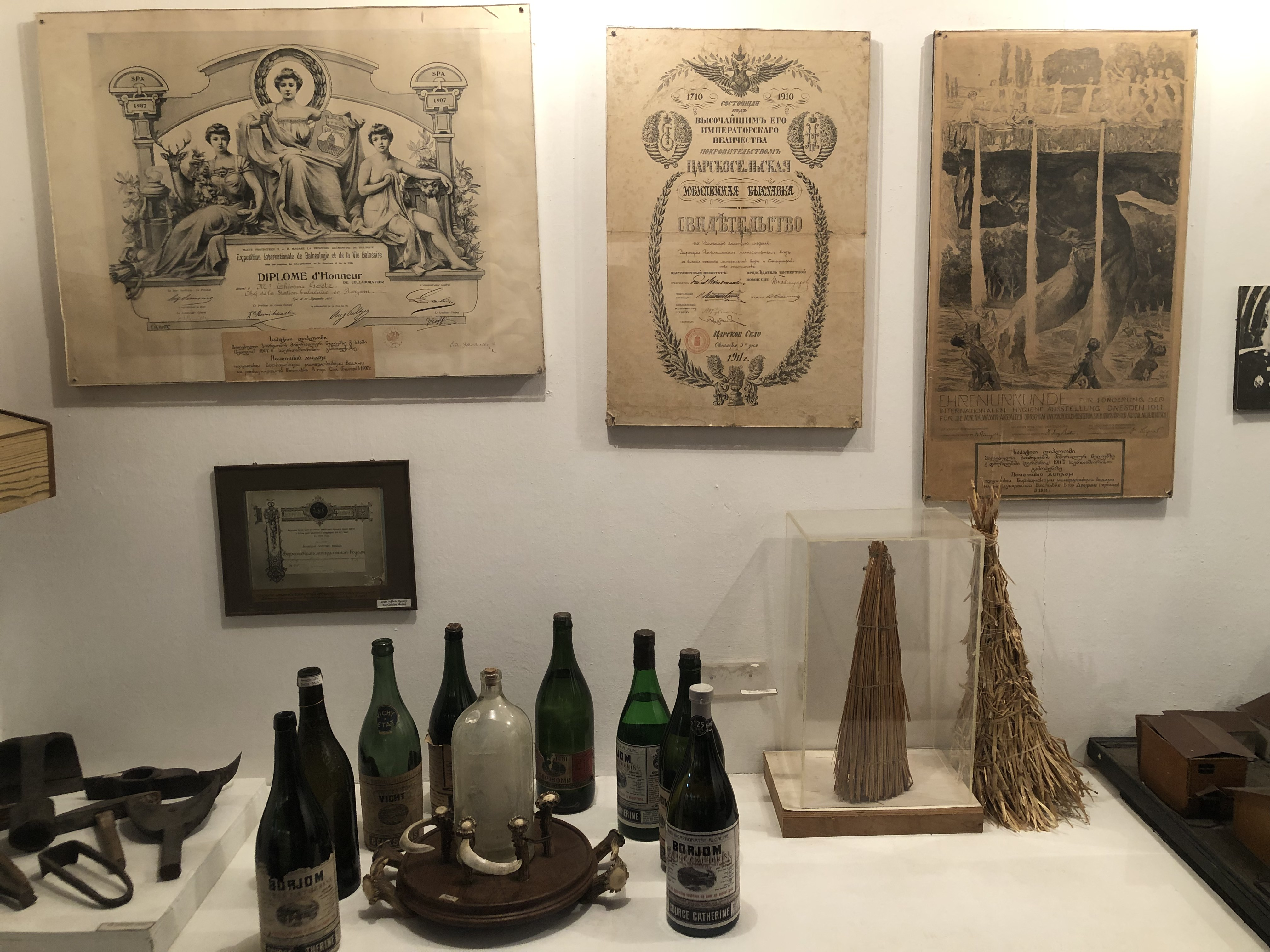
Фрагмент экспозиции музея

В настоящее время экспозиция музея занимает три этажа. Первый этаж посвящён истории и археологии Боржоми (бронзовые и ювелирные изделия и оружие, первобытные орудия труда, большая коллекция нумизматики, макеты традиционных домов Грузии, национальные костюмы), на втором представлены предметы из дворца Романовых (посуда европейских и азиатских заводов, живопись и графика), на третьем — образцы флоры и фауны края. Отдельный раздел экспозиции музея посвящён теме минеральной воды: первые бутыли, этикетки и дипломы о международных победах, большой макет бутылки воды «Боржоми», изготовленный из папье-маше.